# Modélisation informationnelle
 (mai 2009).
 (avril 2021).
La mise en forme du texte ne suit pas les recommandations de Wikipédia : il faut le « wikifier ».
Les points d'amélioration suivants sont les cas les plus fréquents :
- Les titres sont pré-formatés par le logiciel. Ils ne sont ni en capitales, ni en gras.
- Le texte ne doit pas être écrit en capitales (les noms de famille non plus), ni en gras, ni en italique, ni en « petit »…
- Le gras n'est utilisé que pour surligner le titre de l'article dans l'introduction, une seule fois.
- L'italique est rarement utilisé : mots en langue étrangère, titres d'œuvres, noms de bateaux, etc.
- Les citations ne sont pas en italique mais en corps de texte normal. Elles sont entourées par des guillemets français : « et ».
- Les listes à puces sont à éviter, des paragraphes rédigés étant largement préférés. Les tableaux sont à réserver à la présentation de données structurées (résultats, etc.).
- Les appels de note de bas de page (petits chiffres en exposant, introduits par l'outil «  Source ») sont à placer entre la fin de phrase et le point final[comme ça].
- Les liens internes (vers d'autres articles de Wikipédia) sont à choisir avec parcimonie. Créez des liens vers des articles approfondissant le sujet. Les termes génériques sans rapport avec le sujet sont à éviter, ainsi que les répétitions de liens vers un même terme.
- Les liens externes sont à placer uniquement dans une section « Liens externes », à la fin de l'article. Ces liens sont à choisir avec parcimonie suivant les règles définies. Si un lien sert de source à l'article, son insertion dans le texte est à faire par les notes de bas de page.
- La présentation des références doit suivre les conventions bibliographiques. Il est recommandé d'utiliser les modèles {{Ouvrage}}, {{Chapitre}}, {{Article}}, {{Lien web}} et/ou {{Bibliographie}}. Le mode d'édition visuel peut mettre en forme automatiquement les références.
- Insérer une infobox (cadre d'informations à droite) n'est pas obligatoire pour parachever la mise en page.

Pour une aide détaillée, merci de consulter Aide:Wikification.
Si vous pensez que ces points ont été résolus, vous pouvez retirer ce bandeau et améliorer la mise en forme d'un autre article.
La modélisation informationnelle est une démarche interdisciplinaire intégrant technologies de l’information 
et problématiques d’analyse et de modélisation architecturale à différentes échelles. La modélisation informationnelle a pour objectif 
d’améliorer la façon dont données et indices quant aux évolutions historiques d’objets architecturaux sont traduits visuellement.

## Visualisation et architecture
La modélisation informationnelle a pour champ d’application l’architecture patrimoniale, où l’objet étudié a souvent été largement transformé, et par conséquent où ce qui est connu sur lui reste partiel. En conséquence, alors que dans la pratique traditionnelle de la modélisation 
architecturale une représentation réaliste de l’objet est une fin en soi, le graphique issu d’une démarche de modélisation 
informationnelle a pour priorité l’aide à la visualisation d’informations, au raisonnement et à la cognition, sans ambition de réalisme.
Abstraction (issue du domaine de la visualisation d’informations) et figuration 
(issue du domaine de la représentation architecturale) sont intégrées comme deux modes de 
représentation alternatifs ou combinables, autorisant la communication visuelle de connaissances 
incomplètes et (ou) incertaines.
La modélisation informationnelle met en avant les données sur les évolutions d’objets architecturaux, et définit des règles pour la production de graphiques 2D et 3D conçus comme outils d’investigation et de visualisation scientifique (outil de travail et de découverte, selon J. Bertin). Ces règles prévoient par exemple l’accessibilité à la  justification documentaire (archives, recherches, etc.), une indication de crédibilité des informations sous-jacentes, 
un soulignement visuel des informations manquantes, un lien avec un modèle 
architectural théorique, des dispositifs de visualisation dynamiques, une indication sur la progression dans le processus de recueillement d’indices, etc.
La modélisation informationnelle a ses racines dans les domaines de la modélisation architecturale, de l'imagerie numérique, 
de la gestion de données localisées spatialement,  de la visualisation scientifique, 
et se situe à l’intersection des méthodes et des questions qu’ils soulignent. 